# 马里亚诺·巴巴西德
马里亚诺·巴巴西德（1949年10月4日—）是一位西班牙分子生物学家，发现了第一个原癌基因——HRAS。